# Curious Scenes in India
Curious Scenes in India è un cortometraggio muto del 1913. Non si conosce il nome del regista del film.

## Produzione
Il film fu girato a Kandy, Ceylon (l'attuale Sri Lanka) e prodotto dalla Edison Company.

## Distribuzione
Distribuito dalla General Film Company, il film - un cortometraggio di cento metri - uscì nelle sale cinematografiche degli Stati Uniti il 3 marzo 1913. Nelle proiezioni, veniva programmato con il sistema dello split reel, accorpato in un'unica bobina con un altro cortometraggio prodotto dalla Edison, la commedia Superstitious Joe.